# Rainbow (Album)
Rainbow (englisch für „Regenbogen“) ist das siebte Studioalbum der US-amerikanischen Sängerin Mariah Carey aus dem Jahr 1999.

## Entstehung und Veröffentlichung
Die Erstveröffentlichung von Rainbow erfolgte am 25. Oktober 1999 bei Columbia Records. Das Album erschien in seiner Originalausführung als CD mit 14 Titeln (Katalognummer: 495065 2). Am 6. November 2020 erschien es erstmals als LP-Ausführung bei Sony Music (Katalognummer: 19439776431).
Die Lieder wurden von der Interpretin selbst geschrieben und produziert, unter der Mitwirkung von Koautoren und -produzenten. Anstelle von Walter Afanasieff waren an dieser Produktion namhafte Musiker wie Shawn Carter (Jay-Z), Jermaine Dupri oder auch Melissa Elliott (Missy Elliott) beteiligt.
Nach der Trennung von ihrem Ehemann Tommy Mottola, zugleich Labelchef bei Sony, während der Aufnahmen für Butterfly, hatte Carey zunehmende künstlerische Freiheiten bekommen. Die Aufnahmen zu Rainbow, ihrem letzten Album für Universal/Columbia begannen im Frühjahr 1999. Aufgenommen wurde das Album dann hauptsächlich in Capri, Italien. Dort verbrachte Carey den Sommer mit Luis Miguel, einem bekannten mexikanischen Sänger. Auch wegen der gespannten Beziehungen mit Sony stellte Carey das Album in nur drei Monaten fertig, schneller als die Platten zuvor. Carey sagte, sie liebe New York City, aber wenn sie dort sei, klingle ständig das Telefon. In Capri, einem entfernten Ort, könne sie effektiver arbeiten:

“I love New York. But if I’m there, I want to go out, friends come to the studio, the phone rings constantly. But in Capri, I am in a remote place, and there is no one I can run into. I felt that in Capri I would be able to effectively finish the album on a shorter schedule. And I did. I made it in three months, I was like ‘Get me off this label!’ I couldn’t take it. The situation there [Sony] was becoming increasingly difficult.”

## Inhalt und Stil
Das Album folgt einem ähnlichen Muster wie das Vorgängeralbum Butterfly, mit einer Mischung aus Popsongs mit Hip-Hop- und R&B-Elementen. After Tonight sah sie als eine Metapher für ihre Beziehung zu Luis Miguel.

## Titelliste
1. Heartbreaker (feat. Jay-Z) 4:46
2. Can’t Take That Away (Mariah’s Theme) 4:33
3. Bliss 5:44
4. How Much (feat. Usher) 3:31
5. After Tonight 4:16
6. X-Girlfriend 3:58
7. Heartbreaker (Remix feat. Da Brat und Missy Elliott) 4:32
8. Vulnerability (Interlude) 1:12
9. Against All Odds (Take a Look at Me Now) 3:25
10. Crybaby (feat. Snoop Dogg) 5:20
11. Did I Do That? (feat. Mystikal und Master P) 4:16
12. Petals 4:23
13. Rainbow (Interlude) 1:32
14. Thank God I Found You (feat. Joe und 98 Degrees)
15. Theme from Mahogany (Do You Know Where You’re Going To) 3:47
16. Against All Odds (Take a Look at Me Now) (feat. Westlife) 3:25

## Rezensionen
Stephen Thomas Erlewine von Allmusic lobte, dass das Album das erste mit persönlichen Texten Careys sei, die durchaus echt seien, denen es aber an Originalität fehle. Es sei schwer, nicht darüber enttäuscht zu sein, dass sie die Musik nicht etwas besser ausgearbeitet habe. Er gab dem Album drei von fünf Sternen. Auch Arion Berger vom Rolling Stone gab drei von fünf Sternen. Er nannte das Album zeittypisch für R&B/Hip-Hop-Balladen am Ende des Jahres 1999. Obwohl einige Titel banal seien, sei Carey am besten, wenn urbane R&B- und Hip-Hop-Elemente sich mischten. Für das Album ging Carey auf die Rainbow World Tour, die 19 Shows, davon sechs in Europa, umfasste.

## Kommerzieller Erfolg

### Chartplatzierungen
Rainbow avancierte zum Nummer-eins-Album in Frankreich. Darüber hinaus erreichte es Top-10-Platzierungen in der Schweiz und den Vereinigten Staaten (je Rang 2), Deutschland (Rang 3), Australien, den Niederlanden und Österreich (je Rang 4), Belgien-Wallonien (Rang 5) und dem Vereinigten Königreich (Rang 8).
| ChartsChartplatzierungen       | Höchstplatzierung | Wochen |
| ------------------------------ | ----------------- | ------ |
| Deutschland (GfK)              | 3 (19 Wo.)        | 19     |
| Österreich (Ö3)                | 4 (9 Wo.)         | 9      |
| Schweiz (IFPI)                 | 2 (25 Wo.)        | 25     |
| Vereinigte Staaten (Billboard) | 2 (35 Wo.)        | 35     |
| Vereinigtes Königreich (OCC)   | 8 (20 Wo.)        | 20     |

| ChartsJahrescharts (1999)    | Platzierung |
| ---------------------------- | ----------- |
| Deutschland (GfK)            | 90          |
| Vereinigtes Königreich (OCC) | 86          |

| ChartsJahrescharts (2000) | Platzierung |
| ------------------------- | ----------- |
| Schweiz (IFPI)            | 98          |

### Auszeichnungen für Musikverkäufe
Rainbow verkaufte sich laut Quellen weltweit mehr als sieben Millionen Mal, davon sind über 5,4 Millionen Einheiten durch Schallplattenauszeichnungen belegt.
| Land/Region                  | Auszeichnungen für Musikverkäufe (Land/Region, Auszeichnung, Verkäufe) | Verkäufe  |
| ---------------------------- | ---------------------------------------------------------------------- | --------- |
| Argentinien (CAPIF)          | Gold                                                                   | 30.000    |
| Australien (ARIA)            | Gold                                                                   | 35.000    |
| Belgien (BRMA)               | Gold                                                                   | (25.000)  |
| Brasilien (PMB)              | Platin                                                                 | 250.000   |
| Deutschland (BVMI)           | Platin                                                                 | (300.000) |
| Europa (IFPI)                | Platin                                                                 | 1.000.000 |
| Frankreich (SNEP)            | Platin                                                                 | (300.000) |
| Hongkong (IFPI/HKRIA)        | Platin                                                                 | 20.000    |
| Japan (RIAJ)                 | 4× Platin                                                              | 800.000   |
| Kanada (MC)                  | 2× Platin                                                              | 200.000   |
| Mexiko (AMPROFON)            | Gold                                                                   | 50.000    |
| Neuseeland (RMNZ)            | Platin                                                                 | 15.000    |
| Niederlande (NVPI)           | Gold                                                                   | (40.000)  |
| Schweiz (IFPI)               | Gold                                                                   | (25.000)  |
| Spanien (Promusicae)         | Platin                                                                 | (100.000) |
| Vereinigte Staaten (RIAA)    | 3× Platin                                                              | 3.000.000 |
| Vereinigtes Königreich (BPI) | Gold                                                                   | (100.000) |
| Insgesamt                    | 7× Gold · 16× Platin ·                                                 | 5.400.000 |

Hauptartikel: Mariah Carey/Auszeichnungen für Musikverkäufe